# Look at Us
Look at Us é um álbum de estréia da dupla Sonny & Cher lançado em 1965 pela Atco Records. O álbum alcançou o número dois no Billboard 200 e foi certificado Gold pela venda de quinhentos mil exemplares.

## Informações do álbum
Pouco depois de seu único "I Got You Babe" ter alcançado o número 1 em ambos os lados do Atlântico, Sonny Bono rapidamente juntou um álbum para ele e Cher para lançar no final de 1965 para capitalizar seu sucesso. Muito parecido com o single, este álbum também foi um sucesso, atingindo a segunda posição no Billboard 200 por oito semanas.

## Faixas
Lado A
1. "What Now My Love" (Carl Sigman, Gilbert Bécaud, Pierre Delanoë) - 2:52
2. "The Beat Goes On" (Sonny Bono) - 9:00
3. "Once in a Lifetime" (Anthony Newley, Leslie Bricusse) - 2:08
4. "More Today Than Yesterday" (Pat Upton) - 2:32
5. "Got to Get You into My Life" (Lennon–McCartney) - 1:25
6. "Someday (You'll Want Me To Want You)" (Jimmie Hodges) - 4:00

Lado B
1. "Danny Boy" (Frederick Weatherly) - 5:53
2. "Laugh at Me" (Sonny Bono) - 2:46
3. "Something" (George Harrison) - 4:00
4. "Hey Jude" (Lennon–McCartney) - 7:30
5. "I Got You Babe" (Sonny Bono) - 3:26

## Paradas e certificações
| Paradas (1965)                | Pico posição |
| ----------------------------- | ------------ |
| Australia (Kent Music Report) | 3            |
| Reino Unido (OCC)             | 7            |
| Estados Unidos (Billboard)    | 2            |

| Região                                                | Certificação | Unidades certificadas / Vendas |
| ----------------------------------------------------- | ------------ | ------------------------------ |
| Estados Unidos (RIAA)                                 | Ouro         | 500,000^                       |
| ^números de embarques baseados apenas na certificação |              |                                |

## Créditos

### Equipe
- Cher - vocal
- Sonny Bono - vocal
- Frank Capp - bateria
- Barney Kessel - guitarra
- Don Randi - piano
- Lyle Ritz - baixo
- Steve Mann - guitarra
- Hal Blaine - bateria
- Harold Battiste - piano
- Monte Dunn - guitarra
- Gene Estes - percussão
- Cliff Hills - baixo
- Donald Peake - guitarra
- Michel Rubini - cravo
- Brian Stone - percussão

### Produção
- Produtor: Sonny Bono
- Engenheiro: Stan Ross
- Arranjador: Harold Battiste, Jr.